# 대조총
대조총은 일본이 만든 대형 조총이다. 조총의 구경을 대형화하여 길이 70~100cm, 구경이 3cm에서 8cm에 달하기도 하나 총열이 굵고 짧은 점을 제외하면 기본 구조는 일반 조총과 동일하다. 정확도는 조총과 맞먹고 보병이 들고 이동하기에 용이하고 파괴력은 대포와 맞먹었다고 한다. 조선왕조실록에 따르면 대조총에 들어가는 화약의 양은 화약 4냥이 들어가는 호준포와 비슷하다고 한다. 임진왜란 당시 정운은 부산포 해전에서 일본군이 쏜 대조총에 맞고 전사하기도 했다.
조선도 이 대조총을 소량 생산해서 운용했다. 1808년(순조 8년)에 편찬된 만기요람에 따르면 당시 훈련도감에 56자루, 금위영에 2자루의 대조총이 보관되어 있었다고 한다.
1. ↑  우리역사넷